# 克拉斯納吉爾卡 (薩赫諾夫希納區)
49°1′15″N 36°2′52″E / 49.02083°N 36.04778°E
克拉斯納吉爾卡（烏克蘭語：Красна Гірка），是烏克蘭東部的村莊，隸屬哈爾科夫州的別列斯京區。該村始建於1870年，面積0.78平方公里，海拔高度137米，2001年人口167，人口密度每平方公里214.1人。